# Манц, Джон
Джон Рэймонд Манц (англ. John Raymond Manz, 14 ноября 1945, Чикаго, Иллинойс — 15 июля 2023) — американский прелат католической церкви. Он служил вспомогательным епископом Чикагской архиепархии в Иллинойсе с 1996 по 2021 год.

## Биография

### Ранние годы
Манц родился 14 ноября 1945 года в Чикаго, штат Иллинойс, и учился в школе Святой Марты в Мортон-Гроув, штат Иллинойс. В 1963 году он окончил Северную подготовительную семинарию Куигли в Чикаго, а в 1967 году получил степень бакалавра философии в Найлс-колледже в Чикаго. Затем Манц поступил в Университет Святой Марии на озере в Манделейн, штат Иллинойс, получив степень магистра богословия в 1971 году.

### Священство
Манц был рукоположен в сан священника Чикагской архиепископии кардиналом Джоном Коди 12 мая 1971 года. Затем он служил помощником пастора в двух чикагских приходах: Промысла Божьего (Providence of God) до 1978 года и Св. Романа с 1978 по 1983 год. Манц был пастором прихода Святой Агнессы Богемской в Чикаго с 1983 по 1996 год, в это время он также служил деканом Нижнего Вестсайда в Чикаго (1987–1996).

### Вспомогательный епископ Чикаго
23 января 1996 года Папа Иоанн Павел II назначил Манца вспомогательным епископом Чикагской архиепархии и титулярным епископом Мулии. Он был рукоположен 5 марта 1996 года кардиналом Джозефом Бернардином с епископами Уилтоном Грегори и Пласидо Родригесом в качестве соруководителей .
В качестве вспомогательного епископа Манц служил епископальным викарием в викариате III до августа 2011 года, когда он перешёл в викариат IV. В рамках Конференции католических епископов Соединённых Штатов Манц был председателем Подкомитета по пастырской заботе о мигрантах, беженцах и путешественниках; и членом Комитета по культурному разнообразию в церкви и Подкомитета по церкви в Латинской Америке.
Папа Франциск принял заявление Манца об отставке с поста вспомогательного епископа Чикагской архиепархии 1 июля 2021 года.

### Смерть
Манц умер 15 июля 2023 года в возрасте 77 лет.